# Завещательный отказ
Завещательный отказ в наследственном праве — обязанность имущественного характера, возложенная завещателем на наследника (наследников) в пользу какого-либо лица или нескольких лиц (отказополучателей), причём отказополучатели могут входить, а могут и не входить в число наследников. Завещательный отказ исполняется в пределах стоимости полученного данным наследником наследства. Если наследник, на которого возложен завещательный отказ, имеет право на обязательную долю в наследстве, его обязанность исполнить завещательный отказ ограничивается той частью стоимости перешедшего к нему наследства, которая превышает размер его обязательной доли. Принятие наследства данным наследником означает и принятие обязательств исполнения завещательного отказа. Предметом завещательного отказа может быть, например, передача отказополучателю в собственность или в пользование какой-либо вещи, предоставление ему права проживания в завещанном доме, оказание определённой услуги, периодические денежные выплаты и т. п.
Отказополучатель может воспользоваться своим правом на получение завещательного отказа в течение трёх лет со дня открытия наследства. На случай, если отказополучатель умрёт раньше завещателя или одновременно с ним, откажется от своего права или не воспользуется им, либо будет лишён его в соответствии с законом, в завещании может быть подназначен другой отказополучатель. Если другой отказополучатель не будет подназначен, наследник, обязанный исполнить завещательный отказ, согласно ГК РФ освобождается от этой обязанности.
Ситуация, когда отказополучатель умирает позже завещателя, не успев воспользоваться своим правом, более сложная. По мнению одних авторов, смерть отказополучателя в этой ситуации освобождает наследников от обязанности исполнения завещательного отказа; по мнению других — в определённых случаях, в зависимости от предмета отказа, у наследников отказополучателя возникает право требовать исполнения отказа от наследников завещателя.
В России завещательный отказ регулируется статьями 1137 и 1138 Гражданского кодекса.